# Pełnia życia panny Brodie (film)
Pełnia życia panny Brodie (ang. The Prime of Miss Jean Brodie, 1969) – brytyjski melodramat w reżyserii Ronalda Neame’a; adaptacja powieści autorstwa Muriel Spark wydanej pod tym samym tytułem. Autor scenariusza Jay Presson Allen przedstawił powieść również jako sztukę. Sztuka wystawiana była w 1968 roku na Broadwayu, gdzie w rolę tytułową wcielała się Zoe Caldwell. Za rolę otrzymała nagrodę Tony.

## Fabuła
Edynburg, lata 30. XX w. Jean Brodie jest specyficzną nauczycielką, która pracuje w prywatnej szkole dla dziewcząt. Podczas lekcji wyraźnie faworyzuje swoje cztery uczennice: panny Sandy, Monicę, Jenny i Mary. Dziewczyny coraz bardziej angażują się w życie nauczycielki, uczestnicząc w pozalekcyjnych zajęciach i piknikach. Tymczasem Jean Brodie zachwala propagandową politykę Franco i Mussoliniego. Pod wpływem zapatrywań politycznych panny Brodie, jej uczennica Mary wyrusza do Hiszpanii, aby wesprzeć tamtejszą wojnę domową. Gdy dziewczyna ginie w zbombardowanym pociągu, jej przyjaciółka Sandy postanawia się zemścić na pannie Brodie.

## Obsada
- Maggie Smith − Jean Brodie
- Robert Stephens − Teddy Lloyd
- Pamela Franklin − Sandy
- Gordon Jackson − Gordon Lowther
- Celia Johnson − Panna Mackay
- Diane Grayson − Jenny
- Jane Carr − Mary McGregor
- Shirley Steedman − Monica
- Lavinia Lang − Emily Carstairs
- Antoinette Biggerstaff − Helen McPhee

## Nagrody i nominacje
- Oscar:
  - najlepsza aktorka pierwszoplanowa − Maggie Smith
  - nominacja: najlepsza piosenka (Jean) − Rod McKuen
- Złoty Glob:
  - najlepsza piosenka (Jean) − Rod McKuen
  - nominacja: najlepszy film dramatyczny
  - nominacja: najlepsza aktorka w filmie dramatycznym − Maggie Smith
- BAFTA:
  - najlepsza aktorka − Maggie Smith
  - najlepsza aktorka drugoplanowa − Celia Johnson
  - nominacja: najlepsza aktorka drugoplanowa − Pamela Franklin
- Złota Palma
  - nominacja − Ronald Neame